# Liste der Automatenmarkt-Chartsongs (1957)
Die Liste der Automatenmarkt-Chartsongs (1957) ist eine vollständige Liste der Chartsongs, die sich im Kalenderjahr 1957 in der Zeitschrift Automatenmarkt in der Bundesrepublik platzieren konnten. Die Automatenmarkt-Charts entsprechen den US-amerikanischen Jukebox-Charts, die Billboard im Zeitraum von 1944 bis 1957 neben den Best Selling-Verkaufscharts und den Disc Jockey-Charts erhob, bevor diese im August 1958 zu einer einheitlichen Single-Chartliste zusammengeführt wurden. Ab Juli 1959 wurden die Automatenmarkt-Charts durch die Erhebungen der neu herausgegebenen Fachzeitschrift Musikmarkt abgelöst, die im Gegensatz zu ihrem Vorgänger auch Daten zum Tonträger- und Notenverkauf sowie zum Airplay-Einsatz in der Tabellenberechnung berücksichtigte.

## Probleme mit der Quellenlage
Die Berechnungen der monatlichen Charts unterliegen Ungenauigkeiten, die damit zusammenhängen, dass jede Monatsliste aus den vorhandenen Daten der einzelnen Bundesländer zu einem Gesamtergebnis kombiniert wurde. Da nicht jedes Bundesland im Zeitraum von 1954 bis 1959 durchgehend Jukebox-Daten zur Verfügung stellte, mussten die Listen aus den jeweils verfügbaren Länderdaten erstellt werden, was in der Folge zu auffälligen Chartverläufen bestimmter Songs führte.
Nicht abschließend geklärt ist die Frage, ob die Erhebung als Top 30, wie sie beispielsweise das Fachportal Chartssurfer präferiert fachlich korrekt interpretiert ist, da der Automaten-Markt in seinen Printausgaben lediglich die ersten zehn Plätze als Rangfolge angibt und als Anhang eine Aufzählung von jeweils zwanzig Songs präsentiert, die im jeweiligen Monatszeitraum signifikant im Jukebox-Bereich gespielt wurden. Erschwerend kommt hinzu, dass bei den beigefügten Songs nur das verantwortliche Label genannt wird, nicht jedoch der Interpret und die Labelnummer.

## Statistik

### Jahresanteil nach Labeln
| Label      | Anzahl Titel | Interpreten |
| ---------- | ------------ | --- |
| Capitol    | 1            | Louis Prima |
| Coral      | 1            | George Cates |
| Decca      | 4            | Lys Assia, das Berliner Filmorchester, die Bobbys, die Coronels, die Heimatsänger, Klaus Ogermann, Béla Sanders, die Sunnies, Vico Torriani |
| Electrola  | 2            | Fred Bertelmann, Wolfgang Sauer, Tanzorchester des NDR Hamburg, Franz Thon |
| Heliodor   | 1            | Valentinos Hawaiian Band |
| London     | 2            | Pat Boone, the Hilltoppers, Jimmy Sacca, Billy Vaughn |
| Metronome  | 1            | Erich Storz, Marianne Vasel |
| Odeon      | 1            | Rodgers-Gesangs-Duett |
| Philips    | 4            | Ray Conniff, Doris Day, Frank De Vol, Guy Mitchell, Johnnie Ray |
| Polydor    | 23           | Peter Alexander, Erni Bieler, die Blauen Jungs, Club Italia, das Comedien-Quartett, Johnny Dane, die Dominos, Kurt Edelhagen, Margot Eskens, Freddy, Erwin Halletz, Friedel Hensch & die Cyprys, Horst Hoffmann, Bert Kaempfert, das Kölner Tanz- & Unterhaltungsorchester, Peter Kraus, Lolita, Adalbert Luczkowski, die Montecarlos, die Rockies, Werner Scharfenberger, die Sieben Raben, die Teddies, Caterina Valente, Horst Wende |
| RCA        | 3            | Mitchell Ayres, Harry Belafonte, Perry Como, the Ray Charles Singers, Joe Reisman, Tony Scott, Millard Thomas |
| Telefunken | 3            | Günter Fuhlisch ,Gitta Lind, Issy Pat, Willi Stanke, die Telestars |

### Deutschsprachige Titel
| Anteil deutschsprachiger Titel | Gesamtzahl Titel | Prozentwert |
| ------------------------------ | ---------------- | ----------- |
| 35                             | 46               | 76,1        |

## Ersteinstiege
Januar

5 Issy Pat (Gitta Lind) mit Günter Fuhlisch & seinem großen Tanzorchester & Chor - Warum gingst du fort von mir? (Got You on Ma Mind)

9 Die Montecarlos (Die Blauen Jungs mit dem Orchester Erwin Halletz) - Andrea

Februar

1 Margot Eskens, Johnny Dane & das Comedien-Quartett mit Kurt Edelhagen & seinem Orchester - Cindy, oh Cindy

5 Lys Assia, die Sunnies (das Sunshine-Quartett) & die Bobbys mit Béla Sanders & seinem Orchester - Was kann schöner sein (Whatever Will Be, Will Be (Que serà, serà))

7 Johnnie Ray with Ray Conniff & his Orchestra & Chorus - Just Walking in the Rain

10 Freddy (Freddy Quinn) & die Dominos mit Bert Kaempfert & seinem Orchester - Bel Sante

März

7 Die Sunnies (das Sunshine-Quartett) & die Coronels (das Cornel-Trio) mit Kurt Henkels & seinem großen Tanzorchester - Peter, komm heut' abend zum Hafen (The Green Door)

8 Guy Mitchell with Ray Conniff & his Orchestra - Singing the Blues

9 Erni Bieler mit dem Orchester Erwin Halletz - Mauerblümchen (A Sweet Old Fashioned Girl)

10 Doris Day with Frank De Vol & his Orchestra - Whatever Will Be, Will Be (Que serà, serà) (From The Paramount Picture "The Man Who Knew Too Much")

April

2 Freddy (Freddy Quinn) mit Horst Wende & seinen Tanzsolisten - Heimatlos

6 Club Italia (Caterina Valente & Silvio Francesco) - Ich wär' so gern bei dir

Mai

5 Harry Belafonte with Tony Scott & his Orchestra & Chorus - Banana Boat (Day-O)

6 Wolfgang Sauer mit Franz Thon & dem Tanzorchester des NDR Hamburg - Nur weil du bei mir bist (Singing the Blues)

9 Freddy (Freddy Quinn) mit Horst Wende & seinen Tanzsolisten - Wer das vergisst (Foxtrot aus dem Willy Zeyn-Film "Haie und kleine Fische")

Juni

8 Perry Como & the Ray Charles Singers with Mitchell Ayres & his Orchestra, Arrangement: Joe Reisman - Round and Round

10 Caterina Valente mit dem Orchester Kurt Edelhagen - Tipitipitipso (calypso aus dem Gloria-Film "Das einfache Mädchen")

Juli

8 The Hilltoppers feat. Jimmy Sacca with Billy Vaughn & his Orchestra - Marianne

9 Peter Kraus & die Rockies - Susi-Rock (Bluejean Bop)

10 Valentinos Hawaiian Band - Vergiss mich nie, Karolin

August

3 Die Heimatsänger - Köhlerliesel

4 Peter Alexander mit Kurt Edelhagen & seinem Orchester - Ein bisschen mehr

5 Marianne Vasel & Erich Storz - Die kleine Bimmelbahn

9 Perry Como & the Ray Charles Singers with Mitchell Ayres & his Orchestra, Arrangement: Joe Reisman - Mi casa, su casa (My House is Your House)

10 Peter Alexander mit Kurt Edelhagen & seinem Orchester - Das tu' ich alles aus Liebe (aus dem Film "Das haut hin")

September

4 Caterina Valente mit Orchesterbegleitung - Dich werd' ich nie vergessen (aus dem Gloria-Film "Das einfache Mädchen")

5 Louis Prima - Buona sera

8 Vico Torriani, die Sunnies (das Sunshine-Quartett) & die Coronels (das Cornel-Trio) mit Klaus Ogermann (Claus Ogerman) & dem Berliner Filmorchester - Siebenmal in der Woche (Foxtrott aus dem Gloria-Film "Siebenmal in der Woche")

10 Friedel Hensch & die Cyprys mit Horst Wende & seinen Tanz-Solisten - Solang' die Sterne glüh'n

Oktober

6 Vico Torriani, die Sunnies (das Sunshine-Quartett) & die Coronels (das Cornel-Trio) mit Klaus Ogermann (Claus Ogerman) & dem Berliner Filmorchester - Ananas aus Caracas (Mambo aus dem Gloria-Film "Siebenmal in der Woche")

8 Caterina Valente mit dem Orchester Kurt Edelhagen - Frag' mich nie, was Heimweh ist (Cowboy-Jenny)

9 Die Teddies mit Horst Wende & seinen Tanz-Solisten - Wir waren drei Kameraden

November

2 Lolita mit dem Orchester Werner Scharfenberger - Der weiße Mond von Maratonga (langsamer Walzer aus dem Berolina-Film "Blaue Jungs")

5 Die Blauen Jungs mit dem Orchester Werner Scharfenberger - Zuhause, zuhause (Foxtrot aus dem Berolina-Film "Blaue Jungs")

9 Freddy (Freddy Quinn) mit Horst Wende & seiner Calypso-Band - Einmal in Tampico (Foxtrot aus dem Melodie-Herzog-Film "Die große Chance")

10 Johnnie Ray with Ray Conniff - Yes Tonight, Josephine

Dezember

1 Caterina Valente mit dem Orchester Kurt Edelhagen - Wo meine Sonne scheint (Island in the Sun) (Calypso aus dem 2oth-Century-Fox-Film "Heiße Erde")

2 Fred Bertelmann mit Franz Thon & dem Tanzorchester ohne Namen - Der lachende Vagabund

## Tabelle (Singles)
| Interpret | Titel Autor(en) | Charteinstieg | Monate | HP | Labelnummer                                | Bemerkungen |
| --- | --- | ------------- | ------ | -- | ------------------------------------------ | --- |
| Peter Alexander mit Adalbert Luczkowski & dem Kölner Tanz- & Unterhaltungsorchester, Arrangement: Horst Hoffmann | Auf der Piazza von Milano Angelo Giacomazzi, Clyde Hamilton, Kurt Feltz                                                                   | 01.11.1956    | 1      | 7  | Polydor 50 301 / Polydor 23 301            | Deutschsprachige Version des Instrumentalstücks The Italian Theme aus der Feder des britischen Bandleaders Cyril Stapleton (1914–1974), das wiederum auf einem Werk des italienischen Komponisten Angelo Giacomazzi (1907–1977) basiert. |
| Peter Alexander mit Kurt Edelhagen & seinem Orchester                                                            | Das tu' ich alles aus Liebe (aus dem Film "Das haut hin") Heinz Gietz, Kurt Feltz                                                         | 01.08.1957    | 2      | 6  | Polydor 50 432 / Polydor 23 432            | Originalversion aus der Schlagerkomödie Das haut hin (1957) von Géza von Cziffra. |
| Peter Alexander mit Kurt Edelhagen & seinem Orchester                                                            | Ein bisschen mehr Heinz Gietz, Kurt Feltz                                                                                                 | 01.08.1957    | 2      | 4  | Polydor 50 400 / Polydor 23 400            | |
| Peter Alexander mit Kurt Edelhagen & seinem Orchester                                                            | Ich weiß, was dir fehlt (aus dem Film "Musikparade 1956") Heino Gaze, Heinz Gietz, Kurt Feltz                                             | 01.11.1956    | 2      | 2  | Polydor 50 299 / Polydor 23 299            | Originalversion aus der Schlagerkomödie Musikparade (1956) von Géza von Cziffra. |
| Lys Assia, die Sunnies & die Bobbys mit Béla Sanders & seinem Orchester                                          | Was kann schöner sein (Whatever Will be, Will be (Que serà, serà)) Jay Livingston, Ray Evans, Werner Cyprys                               | 01.02.1957    | 4      | 3  | Decca F 46 367 / Decca D 18 367            | Der Refrain der deutschen Textversion des oscarprämierten Doris Day-Klassikers lautet: Was kann schöner sein, viel schöner als Ruhm und Geld ? Für mich gibt's auf dieser Welt doch nur dich allein. Was kann schöner sein ? |
| Harry Belafonte with Tony Scott & his Orchestra & Chorus, Millard Thomas at the Guitar                           | Banana Boat (Day-O) Harry Belafonte, William Attaway, Lord Burgess                                                                        | 01.02.1957    | 6      | 1  | RCA 20-9130 / RCA 47-9130                  | Der Banana Boat Song basiert auf einem jamaikanischen Volkslied mit dem Titel Day dah light und beschreibt den Arbeitsalltag der Schauerleute, die Anfang des 20. Jahrhunderts die Mosquitoflotte für ihren Handelsweg von der Karibik nach Nordamerika mit Bananen beluden. Der im Liedtext erwähnte Tallymann versah die Aufgabe eines Ladungskontrolleurs; die berühmte Zeile Lift six foot, seven foot, eight foot bunch bezieht sich auf das Anheben der Bananenbüschel und die Anzahl der Bananen in einem Büschel.                                                                 |
| Fred Bertelmann mit Franz Thon & dem Tanzorchester ohne Namen                                                    | Der lachende Vagabund Jim Lowe, Peter Moesser                                                                                             | 01.11.1957    | 2      | 2  | Electrola 45-EG 8732                       | Deutschsprachige Version des Countrysongs Gambler’s Guitar (1953), der in der Version von Rusty Draper Platz 6 der Billboard-Verkaufscharts erreichte. Der lachende Vagabund gehört bis heute zu den kommerziell erfolgreichsten Schlagerproduktionen der Bundesrepublik, verkaufte sich auch in den Vereinigten Staaten und erhielt eine Goldene Schallplatte. Ferner wurde der Song 1958 zum musikalischen Leitmotiv der gleichnamigen Schlagerkomödie Der lachende Vagabund (1957) von Thomas Engel, in dem Fred Bertelmann auch die Hauptrolle spielte.                               |
| Erni Bieler mit dem Orchester Erwin Halletz                                                                      | Mauerblümchen (A Sweet Old Fashioned Girl) Bob Merrill, Hans Bradtke                                                                      | 01.03.1957    | 1      | 9  | Polydor 50 368 / Polydor 23 368            | Deutschsprachige Version des US-Originals A Sweet Old Fashioned Girl von Teresa Brewer, das 1956 Platz 3 der britischen und Platz 7 der Billboard-Verkaufscharts erreichte. |
| Die Blauen Jungs mit dem Orchester Werner Scharfenberger                                                         | Zuhause, zuhause (Foxtrot aus dem Berolina-Film "Blaue Jungs") Werner Scharfenberger, Fini Busch                                          | 01.11.1957    | 2      | 3  | Polydor 50 509 / Polydor 23 509            | Version des Schlagers aus dem Abenteuerfilm Blaue Jungs (1957) von Wolfgang Schleif. |
| Pat Boone with Orchestral Accompaniment                                                                          | Tutti Frutti Dorothy La Bostrie, Richard Penniman                                                                                         | 01.12.1956    | 1      | 10 | London L 20 036 / London DL 20 036         | Popversion des 1955 produzierten Rock ’n’ Roll-Klassikers aus der Feder von Little Richard. Einige potentiell zweideutige Textpassagen wurden für das Zielpublikum entschärft, so dass Pat Boone statt She rocks to the east, she rocks to the west unverfänglich I went to the east, I went to the west singt. Boone's Umsetzung hielt sich neun Wochen in den Billboard Best Selling Charts und stieg bis auf Platz 6. |
| George Cates & his Orchestra & Chorus                                                                            | Whatever Will Be, Will Be (Que sera, sera) (from Paramount Picture "The Man Who Knew Too Much") Ray Evans, Jay Livingston                 | 01.11.1956    | 2      | 8  | Coral 93 092                               | |
| Club Italia | Ich wär' so gern bei dir Heinz Gietz, Kurt Feltz                                                                                          | 01.04.1957    | 4      | 5  | Polydor 50 349 / Polydor 23 349            | Club Italia war eines der zahlreichen Pseudonyme, unter denen Caterina Valente mit ihrem Bruder Silvio Francesco in den 1950er und frühen 1960er Jahren Singles veröffentlichte. |
| Perry Como & the Ray Charles Singers with Mitchell Ayres & his Orchestra, Arrangement: Joe Reisman               | Mi casa, su casa (My House is Your House) Al Hoffman, Dick Manning                                                                        | 01.08.1957    | 1      | 9  | RCA Victor 20-6815 / RCA Victor 47-6815    | B-Seite von Round and Round. |
| Perry Como & the Ray Charles Singers with Mitchell Ayres & his Orchestra, Arrangement: Joe Reisman               | Round and Round Lou Stallman, Joe Shapiro                                                                                                 | 01.06.1957    | 1      | 8  | RCA Victor 20-6815 / RCA Victor 47-6815    | |
| Doris Day with Frank De Vol & his Orchestra                                                                      | Whatever Will be, Will be (Que serà, serà) (From Paramount Picture "The Man Who Knew Too Much") Jay Livingston, Ray Evans                 | 01.03.1957    | 1      | 10 | Philips 321 913 BF                         | Originalversion aus dem Agententhriller Der Mann, der zuviel wusste (1956) von Alfred Hitchcock. Der Song, der bis heute als Doris Day's Markennummer gilt, erreichte August 1956 Platz 1 der britischen Charts und hielt sich dort für sechs Wochen. Jay Livingston und Ray Evans wurden bei der Oscarverleihung 1957 mit dem Preis für den besten Song ausgezeichnet. |
| Margot Eskens, Johnny Dane & das Comedien-Quartett mit Kurt Edelhagen & seinem Orchester                         | Cindy, oh Cindy Robert Barron, Burt Long, Kurt Feltz                                                                                      | 01.02.1957    | 7      | 1  | Polydor 50 363 / Polydor 23 363            | Deutschsprachige Version des gleichnamigen US-Folksongs, der ab 1955 in mehreren Varianten veröffentlicht wurde, von denen Eddie Fisher mit Platz 5 in den britischen Charts und Platz 10 in den Billboard-Verkaufscharts den größten Erfolg hatte. |
| Freddy mit Horst Wende & seinen Tanz-Solisten                                                                    | Heimatlos Lotar Olias, Peter Moesser | 01.04.1957    | 7      | 2  | Polydor 50 381 / Polydor 23 381            | B-Seite von Wer das vergisst; Freddy veröffentlichte den Song auch in einer englischen (Love Me Ever – Leave Me Never), französischen (Seul au monde) und niederländischen (Zonder thuis) Version. |
| Freddy mit Horst Wende & seinen Tanz-Solisten                                                                    | Wer das vergisst (Foxtrot aus dem Willy Zeyn-Film "Haie und kleine Fische") Lotar Olias, Peter Moesser                                    | 01.05.1957    | 2      | 7  | Polydor 50 381 / Polydor 23 381            | Version des Titels aus dem Kriegsdrama Haie und kleine Fische (1957) von Frank Wisbar, das im Original von Ralf Bendix interpretiert wird. |
| Freddy mit Horst Wende & seiner Calypso-Band                                                                     | Einmal in Tampico (Calypso aus dem Melodie-Herzog-Film "Die große Chance") Lotar Olias, Peter Moesser                                     | 01.11.1957    | 2      | 9  | Polydor 50 481 / Polydor 23 481            | Originalversion aus dem Schlagerfilm Die große Chance (1957) von Hans Quest, in dem Freddy Quinn sich für zwei Gesangsauftritte (Einmal in Tampico / Ein armer Mulero) selbst spielt. |
| Freddy & die Dominos mit Bert Kaempfert & seinem Orchester                                                       | Bel Sante Charlotte Chait, Günter Lex | 01.02.1957    | 1      | 10 | Polydor 50 298 / Polydor 23 298            | Deutschsprachige Version des englischsprachigen Originals, das 1955 von Mitch Miller veröffentlicht wurde. Bel Sante ist im deutschen Songtext der Name einer Hafenstadt, in der aus der Sicht des singenden Seemannes die schönsten Mädchen leben. Da er sich bei jedem Landgang nicht rechtzeitig lösen kann und daraufhin sein Schiff verpasst, weigern sich die Kapitäne nach dem zehnten Vorfall, mit ihm am Bord die Stadt noch einmal anzulaufen, worauf dem Seemann am Schluss nur der unerfüllte Wunsch bleibt: „Ach könnt’ ich doch mein Bel Sante nur noch einmal wiedersehn“. |
| Die Heimatsänger                                                                                                 | Köhlerliesel Karl Theodor Uhlisch | 01.08.1957    | 5      | 1  | Decca F 46 539 / Decca 18 539              | Das 1923 als regionales Marschlied komponierte Köhlerliesel, das über Jahrzehnte hinaus außerhalb der Harzregion praktisch unbekannt blieb, wurde 1957 kommerzialisiert und in der Version der Heimatsänger zu einem Nr.1-Hit. Die Volkslied-Combo bestand aus Bernd Golonsky sowie den Sängerinnen Elisabeth Deuringer und Gretel Wünsch, die zeitgleich auch als Schlagerduo Geschwister Hofmann mehrere Charterfolge feiern konnten. |
| Friedel Hensch und die Cyprys mit Horst Wende & seinen Tanz-Solisten                                             | Solang' die Sterne glüh'n Werner Cyprys, Ralf Arnie                                                                                       | 01.09.1957    | 4      | 3  | Polydor 50 437 / Polydor 23 437            | |
| The Hilltoppers feat. Jimmy Sacca with Billy Vaughn & his Orchestra                                              | Marianne Terry Gilkyson, Richard Dehr, Frank Miller                                                                                       | 01.07.1957    | 1      | 8  | London DL 20 096                           | Marianne, ursprünglich ein traditioneller Calypso aus Trinidad, erfuhr während der ab 1956 in den Vereinigten Staaten aufsteigenden Calypso-Welle den größten kommerziellen Erfolg, wobei die Version der Hilltoppers bis auf Platz 3 der Billboard Hot 100 stieg. |
| Peter Kraus & die Rockies                                                                                        | Susi-Rock (Bluejean Bop) Gene Vincent, Hal Levy, Hans Bradtke                                                                             | 01.07.1957    | 1      | 9  | Polydor 50 391 / Polydor 23 391            | Deutschsprachige Version des Originals Bluejean Bop von Gene Vincent. |
| Gitta Lind & die Telestars mit Willi Stanke & seinem großen Tanz-Orchester                                       | Weißer Holunder Theo Möhrens, Eddy Ernst                                                                                                  | 01.11.1956    | 2      | 4  | Telefunken A 11 835 / Telefunken U 45 835  | |
| Lolita mit dem Orchester Werner Scharfenberger                                                                   | Der weiße Mond von Maratonga (langsamer Walzer aus dem Berolina-Film "Blaue Jungs") Werner Scharfenberger, Fini Busch                     | 01.11.1957    | 2      | 2  | Polydor 50 505 / Polydor 23 505            | Originalversion aus dem Abenteuerfilm Blaue Jungs (1957)\|Blaue Jungs von Wolfgang Schleif. Lolita synchronisiert in der Produktion den Gesangsauftritt der Darstellerin Maëa Flohr. |
| Guy Mitchell with Ray Conniff & his Orchestra                                                                    | Singing the Blues Melvin Endsley | 01.03.1957    | 4      | 3  | Philips 321 989 BF                         | Singing the Blues erreichte in den Vereinigten Staaten und im Vereinigten Königreich Platz 1 der jeweiligen Verkaufscharts; ferner errang auch eine Version von Tommy Steele den ersten Platz in den UK-Charts. |
| Die Montecarlos mit dem Orchester Erwin Halletz                                                                  | Andrea Erwin Halletz, Hans Bradtke | 01.01.1957    | 2      | 8  | Polydor 50 276 / Polydor 23 276            | Montecarlos ist der Ursprungsname des österreichischen Vokalquartetts Die Blauen Jungs, das sich noch 1957 umbenannte. |
| Issy Pat mit Günter Fuhlisch & seinem großen Tanzorchester & Chor                                                | Warum gingst du fort von mir? (Got You on My Mind) Joe Thomas, Howard Biggs, Hans Fritz Beckmann                                          | 01.01.1957    | 1      | 5  | Telefunken A 11 725 / Telefunken U 45 725  | Deutschsprachige Version des 1951 veröffentlichten Songs Got You on My Mind. Diesen Song nahm Gitta Lind unter ihrem Pseudonym Issy Pat auf. |
| Louis Prima | Buona sera Carl Sigman, Peter DeRose | 01.09.1957    | 4      | 4  | Capitol F 80 417                           | Die bis heute bekannteste Rolle des italoamerikanischen Entertainers Louis Prima (1910–1978) ist der Synchronpart des Affenkönigs King Louie in der Originalversion des Walt-Disney-Klassikers Das Dschungelbuch, für den er auch den Song I Wan’na Be Like You beisteuerte (deutsche Version: Klaus Havenstein - Ich wär gern wie du). |
| Johnnie Ray with Ray Conniff                                                                                     | Yes Tonight, Josephine Winfield Scott, Dorothy Goodman                                                                                    | 01.11.1957    | 2      | 9  | Philips 322 056 BF                         | Die Background-Text des Partyklassikers lautet Yip yip way bop de boom ditty boom ditty. |
| Johnnie Ray with Ray Conniff & his Orchestra & his Chorus                                                        | Just Walking in the Rain Johnny Bragg, Robert Riley                                                                                       | 01.02.1957    | 3      | 6  | Philips 321 945 BF                         | Just Walkin' in the Rain ist im Ursprung ein 1953 komponierter Doo-Wop-Song der kurzlebigen R&B-Combo The Prisonaires, deren Mitglieder Häftlinge im Tennessee State Penitentiary in Nashville waren. Die Version von Johnnie Ray hielt sich sieben Wochen an der Spitze der UK-Charts und erreichte in den Billboard-Verkaufscharts Platz 2. |
| Das Rodgers-Gesangs-Duett mit Instrumentalbegleitung                                                             | Sei zufrieden Georges Boulanger | 01.12.1956    | 1      | 6  | Odeon O-28 109 / Odeon 37-28 109           | Die Melodie wurde dem 1949 komponierten Instrumentalstück Soyez contents des rumänischen Violinisten Georges Boulanger (1893–1958) entnommen. |
| Wolfgang Sauer mit Franz Thon & dem Tanzorchester des NDR Hamburg                                                | Nur weil du bei mir bist (Singing the Blues) Melvin Endsley, Ralph Maria Siegel                                                           | 01.05.1957    | 5      | 4  | Electrola EG 8667 / Electrola 7 MW-17 8667 | Deutschsprachige Version des US-Hits Singing the Blues von Guy Mitchell. |
| Die Sieben Raben                                                                                                 | Oklahoma-Tom Robert Schauberg, Jonny Bartels                                                                                              | 01.09.1956    | 4      | 2  | Polydor 50 273 / Polydor 23 373            | B-Seite von Smoky. |
| Die Sieben Raben                                                                                                 | Smoky Heinz Gietz, Kurt Feltz | 01.09.1956    | 4      | 1  | Polydor 50 273 / Polydor 23 373            | Die Sieben Raben waren ein Vokalquartett, das sich aus laufenden und ehemaligen Mitgliedern des Comedien-Quartetts zusammensetzte, welches unter dem Namen Zehn Whiskys und ein Soda im März 1954 mit Wir, wir, wir haben ein Klavier den ersten offiziellen Nr.1-Singlehit der deutschen Chartgeschichte verbuchen konnte. |
| Die Sunnies & die Cornels mit Kurt Henkels & seinem großen Tanzorchester                                         | Peter, komm heut' abend zum Hafen (The Green Door) Hutch Davie, Marvin J. Moore, Glando                                                   | 01.03.1957    | 4      | 4  | Telefunken A 11 900 / Telefunken U 45 900  | Deutschsprachige Version des US-Hits Green Door von Jim Lowe. Der Song über eine mysteriöse Hafenspelunke wurde über die Jahrzehnte vielfach gecovert und ist in Deutschland primär durch die 1981 veröffentliche Rock ’n’ Roll-Version von Shakin’ Stevens bekannt. |
| Die Teddies mit Horst Wende & seinen Tanz-Solisten                                                               | Wir waren drei Kameraden Karl Götz, Wladimir Timm, Heinz Peka                                                                             | 01.10.1957    | 1      | 9  | Polydor 50 445 / Polydor 23 445            | Die 1957 gegründeten Teddies setzten sich aus Mitgliedern des Roland-Trio und den Cyrpys zusammen. |
| Vico Torriani, die Sunnies & die Coronels mit Klaus Ogermann & dem Berliner Filmorchester                        | Ananas aus Caracas (Mambo aus dem Gloria-Film "Siebenmal in der Woche") Erwin Halletz, Hans Bradtke                                       | 01.10.1957    | 3      | 3  | Decca D 18 557                             | Originalversion aus der Musikkomödie Siebenmal in der Woche (1957) von Harald Philipp. Vico Torriani spielt einen berühmten Sänger, der eine Scheinehe mit dem vermeintlichen Mauerblümchen Gertie eingehen will, um sich vor seiner zudringlichen weiblichen Fanschaft zu retten, sich dann aber tatsächlich in sie verliebt. Klaus Ogermann (1930–2016) wanderte 1959 nach New York aus und wurde unter seinem anglisierten Namen Claus Ogerman ein weltbekannter Arrangeur. |
| Vico Torriani, die Sunnies & die Coronels mit Klaus Ogermann & dem Berliner Filmorchester                        | Siebenmal in der Woche (Foxtrott aus dem Gloria-Film "Siebenmal in der Woche") Erwin Halletz, Hans Bradtke                                | 01.09.1957    | 4      | 1  | Decca F 46 540 / Decca D 18 540            | Originalversion aus der Musikkomödie Siebenmal in der Woche (1957) von Harald Philipp. |
| Caterina Valente mit Orchesterbegleitung                                                                         | Dich werd' ich nie vergessen (aus dem Gloria-Film "Das einfache Mädchen") Heinz Gietz, Kurt Feltz                                         | 01.09.1957    | 3      | 4  | Polydor 50 453 / Polydor 23 453            | Originalversion aus der Schlagerkomödie Das einfache Mädchen (1957) von Curth Flatow. |
| Caterina Valente mit dem Orchester Kurt Edelhagen                                                                | Frag' mich nie, was Heimweh ist (Cowboy-Jonny) (aus dem Gloria-Film "Das einfache Mädchen") Heinz Gietz, Kurt Feltz                       | 01.10.1957    | 1      | 8  | Polydor 50 453 / Polydor 23 453            | Originalversion aus der Schlagerkomödie Das einfache Mädchen, B-Seite von Dich werd' ich nie vergessen. |
| Caterina Valente mit dem Orchester Kurt Edelhagen                                                                | Tipitipitipso (Calypso aus dem Gloria-Film "Das einfache Mädchen") Heinz Gietz, Kurt Feltz                                                | 01.06.1957    | 3      | 5  | Polydor 50 403 / Polydor 23 403            | Originalversion aus der Schlagerkomödie Das einfache Mädchen. |
| Caterina Valente mit dem Orchester Kurt Edelhagen                                                                | Wo meine Sonne scheint (Island in the Sun (Calypso) aus dem 20th Century-Fox-Film "Heiße Erde") Harry Belafonte, Lord Burgess, Kurt Feltz | 01.12.1957    | 1      | 1  | Polydor 50 551 / Polydor 23 551            | Synchronversion aus dem Filmdrama Heiße Erde (1957) von Robert Rossen; deutschsprachige Version des Filmsong-Klassikers Island in the Sun von Harry Belafonte. |
| Valentinos Hawaiian Band                                                                                         | Vergiss mich nie, Karolin Marcel Costino, Axel Weingarten                                                                                 | 01.07.1957    | 1      | 10 | Heliodor 78 0092 / Heliodor 45 0092        | Hinter den Pseudonymen Marcel Costino und Axel Weingarten verbergen sich Willibald Quanz und Hans Bertram. |
| Marianne Vasel & Erich Storz                                                                                     | Die kleine Bimmelbahn Erich Storz | 01.08.1957    | 1      | 5  | Metronome DM 45-24                         | |

### Weitere Songs
In diesem Abschnitt werden die Songs aufgelistet, die in den Automatenmarkt-Ausgaben von Januar bis Dezember 1957 ohne offizielle Chartplatzierungen in den monatlichen Tabellen aufgeführt waren.
- Peter Alexander mit Adalbert Luczkowski & seinem Orchester - Das ist alles längst vorbei (Polydor 50 521 / Polydor 23 521)
- Peter Alexander mit Kurt Edelhagen & seinem Orchester - Kleines Haus auf der Sierra Nevada (Jing-Jong-Jonny) (Foxtrot aus dem Film "Ein Mann muss nicht schön sein") (Polydor 50 347 / Polydor 23 347)
- Peter Alexander mit Kurt Edelhagen & seinem Orchester - Ole Babutschkin (Polydor 50 400 / Polydor 23 400)
- Peter Alexander mit Kurt Edelhagen & seinem Orchester - Rocky-Tocky-Baby (Polydor 50 347 / Polydor 23 347)
- Paul Anka with Don Costa & his Orchestra & Chorus - Diana (Columbia 45-DW 602)
- Louis Armstrong & his Band - High Society Calypso (from the Sound Track of the MGM-Picture "High Society") (Capitol F-3506 / Capitol CF-3506)
- Lys Assia mit Béla Sanders & seinem Orchester & Chor - Meine Mama...! (Decca F 46 367 / Decca 18 367)
- Lys Assia, die Sunnies (das Sunshine-Quartett) & die Coronels mit Adalbert Luczkowski & seinem Orchester - Deine Liebe (True Love) (Decca F 46 428 / Decca 18 428)
- Lys Assia, die Sunnies (das Sunshine-Quartett) & die Coronels mit Adalbert Luczkowski & seinem Orchester - Ich sage dir adieu (Just Walking in the Rain) (Decca F 46 428 / Decca 18 428)
- Alice Babs mit Werner Müller & dem RIAS-Tanzorchester - Chocolata (Polydor 50 295 / Polydor 23 295)
- Alice Babs mit Werner Müller & dem RIAS-Tanzorchester - Rupf ich ein Hühnchen mit dir ! (Pickin' a Chicken) (Polydor 50 362 / Polydor 23 362)
- Harry Belafonte with Bob Corman & his Orchestra, Millard Thomas, Frantz Casseus & Victor Messer on Guitars - Island in the Sun (from Darryl F. Zanuck's CinemaScope Production "Island in the Sun") (RCA 20-6885 / RCA 47-6885)
- Ralf Bendix mit Adalbert Luczkowski & seinem Orchester - Hotel zur Einsamkeit (Heartbreak Hotel) (Electrola 7 MW 17-8609)
- Tony Bennett with Ray Ellis & his Orchestra - In the Middle of an Island (Philips 322 120 BF)
- Pat Boone with Orchestral Accompaniment - I Almost Lost My Mind (London DL 20 052)
- Club Argentina (Caterina Valente & Silvio Francesco) - O Billy Boy (Polydor 50 287 / Polydor 23 287)
- Club Indonesia (Caterina Valente & Silvio Francesco) - Adieu, adieu, du mein schönes Samoa (Ivory Tower) (Polydor 50 349 / Polydor 23 349)
- Club Manhattan (Caterina Valente & Silvio Francesco) - Davon möchte ich mal träumen (Polydor 50 549 / Polydor 23 549)
- Das Comedien-Quartett mit dem Orchester Rhenania - Rheinland-Weinland-Walzer (Heliodor 78 0057 / Heliodor 45 0057)
- Das Comedien-Quartett mit dem Orchester Rhenania - Wat hat dich die Mamma so fein gemacht (Heliodor 78 0058 / Heliodor 45 0058)
- Eddie Constantine & seine Tochter Tanja mit Franz Thon & dem Tanzorchester des NDR Hamburg - Der Vagabund und das Kind (Walzer aus dem Constantin-Film "Gangster, Rauschgift und Blondinen") (Electrola EG 8632 / Electrola 7 MW 17-8632)
- Bing Crosby & Grace Kelly with Johnny Green & the MGM Studio Orchestra - True Love (from the Sound Track of the MGM-Picture "High Society") (Capitol CF 3507)
- The Diamonds with David Carroll & his Orchestra - True Love (from the Sound Track of the MGM-Picture "High Society") (Mercury R 21 457)
- Angèle Durand & der Bernd Hansen-Chor mit Adalbert Luczkowski & seinem Orchester - So ist Paris (Marschfox aus dem Deutsche London-Film "Oh-lala, Cherie") (Electrola EG 8617 / Electrola 7 MW 17-8617)
- Angèle Durand & der Bernd Hansen-Chor mit Herbert Beckh & dem Tanzorchester des Bayerischen Rundfunks - Bon soir Paris, bonjour l'amour (Foxtrot aus dem Borel-Melod-Film "Bon soir Paris") (Electrola EG 8633 / Electrola 7 MW 17-8633)
- Margot Eskens mit dem Hazy Osterwald-Sextett - Bombalu (Polydor 50 461 / Polydor 23 461)
- Silvio Francesco mit Carlos & seinen Cuban Boys (Kurt Edelhagen & sein Orchester) - Die blauen Nächte von Santa Maria (wenn die Gitarre erzählt) (Polydor 50 324 / Polydor 23 324)
- Jacqueline Francois mit Michel Legrand & seinem Orchester - Les lavandières du Portugal (Portuguese Washer-Women) (Philips P 72 361 H / Philips PF 373 361 PF)
- Freddy (Freddy Quinn) mit Horst Wende & seiner Calypso-Band - Ein armer Mulero (Polydor 50 481 / Polydor 23 481)
- Freddy (Freddy Quinn) mit Horst Wende & seinen Tanz-Solisten - Heimweh (dort, wo die Blumen blüh'n) (Memories Are Made of This) (Polydor 50 181 / Polydor 23 181)
- Freddy (Freddy Quinn) & die Dominos mit Horst Wende & seinen Tanz-Solisten - Rosalie (Polydor 50 223 / Polydor 23 223)
- Will Glahé & sein Orchester & Chor - Adschüs, Marie, auf Wiederseh'n (Decca D 18 335)
- Gogi Grant with Buddy Bregman & his Orchestra - The Wayward Wind (London DL 20 048)
- Bill Haley & his Comets - Mambo Rock (Brunswick 82 851 / Brunswick 12 045)
- Bill Haley & his Comets - Rip It Up (from the Columbia Picture "Don't Knock the Rock") (Brunswick 82 877 / Brunswick 12 071)
- Bill Haley & his Comets - See You Later, Alligator (from the Columbia Picture "Rock Around the Clock") (Brunswick 82 070 / Brunswick 12 060)
- Das Hansen-Quartett - Ich hab dich so lieb (warum gingst du fort von mir) (Got You on My Mind) (Columbia DW 5555 / Columbia SCMW 27-5555)
- Die Hilo-Hawaiians - Es waren einmal drei Matrosen (Electrola EG 8643 / Electrola 7 MW 17-8643)
- Die Hilo-Hawaiians - Koli-Kolibri aus Tahiti (Electrola EG 8643 / Electrola 7 MW 17-8643)
- Die Geschwister Hofmann mit Hugo Strasser & seinem Orchester - Das Edelweiß vom Wendelstein (Decca F 46 316 / Decca D 18 316)
- Tab Hunter with Billy Vaughn & his Orchestra & Chorus - Das Edelweiß vom Wendelstein (London DL 20 081)
- Bibi Johns & Fred Bertelmann mit Kurt Edelhagen & seinem Orchester - Im Hafen unserer Träume (aus dem CCC-Film "Musikparade 1956") (Electrola EG 8638 / Electrola 7 MW 17-8638)
- Udo Jürgens & die Octavios mit dem Orchester Frank Miller - Hejo, hejo - Gin und Rum (Heliodor 78 1000 / Heliodor 45 1000)
- Die Karnevalisten mit großem Stimmungsorchester - Alaaf und Helau, Potpourri 1. Teil (In einer Nacht - Jeder Meilenstzein am Rhein - Halt dich fest an mir) (Philips P 44 900 H / Philips 344 900 PF)
- Evi Kent mit Bob Parker (Bert Kaempfert) & seinem Orchester - Was kann schöner sein (Qui sera) (Walzerlied aus dem Paramount-Film "Der Mann, der zuviel wusste") (Heliodor 78 0038 / Heliodor 45 0038)
- Die Kihula-Hawaiians - Manuela-Waltz (Decca D 18 320)
- Leo Leandros & die Original-Calypso-Stars - Komm, Mister Talliman (Song of the Banana-Boats) (Philips 344 971 PF)
- Gitta Lind, die Sunnies (das Sunshine-Quartett) & die Coronels mit Kurt Henkels & seinem großen Tanzorchester - Ich sage dir adieu...! (Just Walking in the Rain) (Telefunken U 45 901)
- Lolita mit Teddy Baer (Will Höhne) & seinem Orchester - Ananas (Polydor 50 378 / Polydor 23 378)
- Jim Lowe with the High Fives - The Green Door (London DL 20 060)
- Jimmy Makulis mit Adalbert Luczkowski & seinem Orchester - Auf Cuba sind die Mädchen braun (Heliodor 78 0003 / Heliodor 45 0003)
- Liselotte Malkowsky mit Bert Kaempfert & seinem Orchester - Das Herz von St. Pauli (Polydor 50 366 / Polydor 23 366)
- Manolita (Vera De Luca), die Sunnies (das Sunshine-Quartett) & die Coronels mit Adalbert Luczkowski & seinem Orchester - Mein Geliebter ist ein Gaucho (Columbia DW 5555 / Columbia SCMW 27-5555)
- Bob Martin mit dem Orchester Erwin Halletz - Olé Muchacheros (Polydor 50 333 / Polydor 23 333)
- Die Montecarlos (Die Blauen Jungs) - Junge Liebe (Young Love) (Polydor 50 404 / Polydor 23 404)
- Olive Moorefield, Arrangement: Klaus Ogermann (Claus Ogerman) - Bongo Rock (aus dem Film "Das alte Försterhaus") (Heliodor 78 0065 / Heliodor 45 0065)
- Werner Overheidt mit Benny de Weille & seinem Orchester - Wenn ich dich verliere (I Almost Lost My Mind) (Philips 344 918 BF)
- Die Ponny-Boys - So wie es früher war (am Lagerfeuer der Prärie) (Polydor 50 503 / Polydor 23 503)
- Elvis Presley - Tutti Frutti (RCA 20-6635 / RCA 47-6635)
- Elvis Presley with the Jordanaires - All Shook Up (RCA 20-6870 / RCA 47-6870)
- Elvis Presley with the Jordanaires - Jailhouse Rock (from the Avon Prtoduction, an MGM Release, "Jailhouse Rock") (RCA 20-7035 / RCA 47-7035)
- Werner Preuß & die Trocaderos - Banjo-Bill aus Arizona (Electrola 45-EG 8671)
- Nelson Riddle & his Orchestra - Theme from "The Proud Ones (from the 20th Century-Fox Picture "The Proud Ones") (Capitol CF 3472)
- Das Rodgers-Gesangs-Duett mit Instrumentalbegleitung - Ich glaub', die Welt dreht sich verkehrt (Odeon O-28 109 / Odeon 37-28 109)
- Großes Blasorchester, Leitung: Franz Seiffert - Alte Kameraden (Philips 384 400 PF)
- Rolf Simson & die Benicarlos - Tschio-Mio (Bananenträger-Song) (Decca F 46 461 / Decca D 18 461)
- Die Straßensänger mit Begleitorchester - Denke heute nicht an morgen (Odeon 45-O 29 121)
- Die Straßensänger mit Begleitorchester - Der stille Waldweg (Odeon 45-O 29 121)
- Hugo Strasser & sein Orchester - Tanzende Trompeten (Dancing Trumpets) (Telefunken U 45 879)
- Vico Torriani mit Béla Sanders & seinem Orchester - Mannequin aus Paris (Mambo aus dem HD-Film im Verleih der NF "Der Fremdenführer von Lissabon") (Decca F 46 405 / Decca D 18 405)
- Vico Torriani mit Béla Sanders & seinem Orchester & Chor - Torero (schön muss es sein, ein Torero zu sein) (spanischer Marsch aus dem HD-Film im Verleih der NF "Der Fremdenführer von Lissabon") (Decca F 46 404 / Decca D 18 404)
- Vico Torriani, die Sunnies (das Sunshine-Quartett) & die Coronels mit Béla Sanders & seinem Orchester - Verlieb' dich in Lissabon (Mambo aus dem HD-Film im Verleih der NF "Der Fremdenführer von Lissabon") (Decca F 46 405 / Decca D 18 405)
- Vico Torriani, die Sunnies (das Sunshine-Quartett) & die Coronels mit Hans Conzelmann & dem Berliner Filmorchester - Muchacha (Calypso aus dem Gloria-Film "Siebenmal in der Woche") (Decca F 46 540 / Decca D 18 540)
- Valentinos Hawaiian Band - Drei braune Mädchen (in Haiti, in Havanna, in Hawaii) (Heliodor 78 0006 / Heliodor 45 0006)
- Gunnar Winckler, Bibi Johns & das Hansen-Quartett mit Adalbert Luczkowski & seinem Orchester - Das Schiff geht in See heute nacht (Electrola 45-EG 8697)
- Ditta Zusa (Lolita) & Jimmy Makulis mit Carl De Groof & seinem Orchester - Sieben Berge, sieben Täler (Cinco Robles) (Heliodor 78 0159 / Heliodor 45 0159)